# Stanisław Skoczeń
Stanisław Skoczeń (ur. w 1929, zm. 19 marca 2011) – polski artysta fotograf, uhonorowany tytułem Artiste FIAP (AFIAP). Członek Związku Polskich Artystów Fotografików. Członek Gliwickiego Towarzystwa Fotograficznego.

## Działalność
Stanisław Skoczeń był związany z gliwickim środowiskiem fotograficznym, od 1958 roku był jachtowym kapitanem żeglugi wielkiej. Był członkiem gliwickiego oddziału Polskiego Towarzystwa Fotograficznego, w latach późniejszych przeistoczonego w Gliwickie Towarzystwo Fotograficzne. W 1961 roku został przyjęty w poczet członków Związku Polskich Artystów Fotografików.  
Stanisław Skoczeń jest autorem i współautorem wielu wystaw fotograficznych; indywidualnych, zbiorowych, poplenerowych, pokonkursowych. Brał aktywny udział w Międzynarodowych Salonach Fotograficznych, organizowanych (m.in.) pod patronatem FIAP, zdobywając wiele medali, nagród, wyróżnień, dyplomów, listów gratulacyjnych. Pokłosiem udziału w Międzynarodowych Salonach Fotograficznych (pod patronatem FIAP) było przyznanie mu (w 1960 roku) tytułu honorowego Artiste FIAP (AFIAP) – nadanego przez Międzynarodową Federację Sztuki Fotograficznej FIAP, obecnie z siedzibą w Luksemburgu. W 1967 roku został laureatem nagrody Ministerstwa Kultury i Sztuki za twórczość fotograficzną o tematyce związanej z żeglarstwem. 
Prace Stanisława Skocznia znajdują się w zbiorach Muzeum w Gliwicach oraz w Muzeum Fotografii w Krakowie.

## Publikacje
- „Spod żagla” (album fotograficzny);
- „Mazury mojej młodości” (książka)[10];

Źródło.